# 金正南
金 正南（キム・ジョンナム、朝鮮語: 김정남）は、朝鮮民主主義人民共和国の政治家。朝鮮労働党中央委員会委員、機械工業相。

## 経歴
出生地や生年月日、2020年までの経歴は不明。2020年4月11日に開かれた朝鮮労働党中央委員会政治局会議で党中央委員会委員候補に補欠選挙され、4月12日に開かれた最高人民会議第14期第3回会議で機械工業相に任命された。同年6月7日に開かれた朝鮮労働党中央委員会第7期第13回政治局会議で党中央委員会委員候補から委員に補欠選挙された。
2021年1月5日から開催された朝鮮労働党第8次大会で党中央委員会委員に再選された。